# 스튜어트섬
스튜어트섬(영어: Stewart Island)은 뉴질랜드 최남단에 있는 섬이다. 남섬과는 포보 해협을 사이에 두고 23 km 떨어져 있다.

## 개요
한때 원주민 마오리족이 섬에 살았던 흔적이 있다. 섬 지역은 마오리어로 "하늘이 붉게 불타는 장소"를 의미하는 라키우라(Rakiura)라고 부른다. 1770년에 제임스 쿡이 발견하고, 해도에 포함시켰지만, 그것은 정확하지 않게 설명되었으며 남섬의 일부로 반도처럼 그려져 있었다. 1809년에 윌리엄 스튜어트 대위는 섬을 도표로 정확하게 표시하였다. 그래서 스튜어트섬의 이름은 그의 이름을 따서 명명되었다.
스튜어트 아일랜드는 행정 구분 상 남섬 사우스랜드 지방의 일부이다. 스튜어트섬의 면적은 1,746 km2로 서울특별시(605.25 km2)의 약 3배, 인구는 402명 (2006년)이며, 중심은 하프 문 베이의 타운인 오반(하프 문 베이라고도 함)이다. 스튜어트 아일랜드는 뉴질랜드 남섬 남단 인버카길에서 스튜어트 아일랜드 항공의 노선이, 같은 부르후에서 페리 노선이 운항되고 있다.

## 라키우라 국립공원
스튜어트섬은 화산섬으로 자연이 풍부하여, 2002년 3월 섬의 85%가 라키우라 국립공원으로 지정되었다. 이것은 세계 최남단의 국립공원이다. 공원 외에도 섬의 대부분이 숲에서 야생 조류의 보고가 되고 있다. 야생 키위를 관찰할 수 있는 곳도 이곳이며, 또한 피서지로 관광객도 찾아오고 있다.